# Nazionale maschile di calcio dell'Afghanistan
La nazionale di calcio dell'Afghanistan è la squadra calcistica nazionale dell'Afghanistan ed è posta sotto l'egida della Federazione calcistica dell'Afghanistan.
La nazionale, i cui componenti sono soprannominati i leoni di Khorasan, è stata creata nel 1933 e si è iscritta alla FIFA nel 1948, anno durante il quale ha anche partecipato al torneo olimpico di calcio, giocando la partita di qualificazione contro Lussemburgo e perdendo per 6-0. Essa disputa le partite casalinghe nello stadio olimpico nazionale Ghazi, che è stato costruito nel 1920 e può ospitare un massimo di 55 000 spettatori.
Nel 2003 ha disputato per la prima volta alle qualificazioni per il campionato mondiale di calcio, tuttavia non è mai riuscita a qualificarsi al torneo iridato. Sempre al 2003 risale la sua prima partecipazione alla Coppa della federazione calcistica dell'Asia meridionale, competizione alla quale da allora si è sempre qualificata. Ha partecipato per la prima volta le qualificazioni alla Coppa d'Asia valide per l'edizione disputata in Cina. Tuttavia dal 2007 al 2015 non vi ha più partecipato a causa dell'istituzione dell'AFC Challenge Cup.
Dagli anni 2010 la nazionale afgana ha fornito prestazioni di rilievo: si ricordano i secondi posti nella Coppa dell'Asia meridionale del 2011 e del 2015, la vittoria della medesima competizione nel 2013, la sfiorata qualificazione alla Coppa d'Asia 2019 e alcune larghe vittorie in amichevole. Nel 2015 ha abbandonato la SAFF per aderire assieme all'Iran, e a quattro nazionali dell'Asia centrale, alla neocostituita CAFA e nel 2023 ha preso parte alla prima edizione della CAFA Nations Cup.
La nazionale afgana occupa il 155º posto del ranking FIFA.

## Partecipazioni alle competizioni internazionali

### Campionato del mondo
| Anno | Luogo                          | Piazzamento      | V | N | P | Gol |
| ---- | ------------------------------ | ---------------- | - | - | - | --- |
| 1930 | Uruguay                        | Non partecipante | - | - | - | -   |
| 1934 | Italia                         | Non partecipante | - | - | - |     |
| 1938 | Francia                        | Non partecipante | - | - | - |     |
| 1950 | Brasile                        | Non partecipante | - | - | - |     |
| 1954 | Svizzera                       | Non partecipante | - | - | - |     |
| 1958 | Svezia                         | Non partecipante | - | - | - | -   |
| 1962 | Cile                           | Non partecipante | - | - | - |     |
| 1966 | Inghilterra                    | Non partecipante | - | - | - |     |
| 1970 | Messico                        | Non partecipante | - | - | - |     |
| 1974 | Germania Ovest                 | Non partecipante | - | - | - |     |
| 1978 | Argentina                      | Non partecipante | - | - | - |     |
| 1982 | Spagna                         | Non partecipante | - | - | - |     |
| 1986 | Messico                        | Non partecipante | - | - | - |     |
| 1990 | Italia                         | Non partecipante | - | - | - |     |
| 1994 | Stati Uniti                    | Non partecipante | - | - | - |     |
| 1998 | Francia                        | Non partecipante | - | - | - |     |
| 2002 | Corea del Sud / Giappone       | Non qualificata  | - | - | - |     |
| 2006 | Germania                       | Non qualificata  | - | - | - |     |
| 2010 | Sudafrica                      | Non qualificata  | - | - | - | -   |
| 2014 | Brasile                        | Non qualificata  | - | - | - |     |
| 2018 | Russia                         | Non qualificata  | - | - | - |     |
| 2022 | Qatar                          | Non qualificata  | - | - | - | -   |
| 2026 | Canada / Stati Uniti / Messico | Non qualificata  | - | - | - | -   |

### Coppa d'Asia
| Anno | Luogo                                   | Piazzamento      | V | N | P | Gol |
| ---- | --------------------------------------- | ---------------- | - | - | - | --- |
| 1956 | Hong Kong                               | Ritirata         | - | - | - | -   |
| 1960 | Corea del Sud                           | Ritirata         | - | - | - | -   |
| 1964 | Israele                                 | Ritirata         | - | - | - | -   |
| 1968 | Iran                                    | Ritirata         | - | - | - | -   |
| 1972 | Thailandia                              | Ritirata         | - | - | - | -   |
| 1976 | Iran                                    | Non qualificata  | - | - | - | -   |
| 1980 | Kuwait                                  | Non qualificata  | - | - | - | -   |
| 1984 | Singapore                               | Non qualificata  | - | - | - | -   |
| 1988 | Qatar                                   | Non partecipante | - | - | - | -   |
| 1992 | Giappone                                | Non partecipante | - | - | - | -   |
| 1996 | Emirati Arabi Uniti                     | Non partecipante | - | - | - | -   |
| 2000 | Libano                                  | Non partecipante | - | - | - | -   |
| 2004 | Cina                                    | Non qualificata  | - | - | - | -   |
| 2007 | Indonesia/ Malaysia Thailandia/ Vietnam | Non partecipante | - | - | - | -   |
| 2011 | Qatar                                   | Non partecipante | - | - | - | -   |
| 2015 | Australia                               | Non partecipante | - | - | - | -   |
| 2019 | Emirati Arabi Uniti                     | Non qualificata  | - | - | - | -   |
| 2023 | Qatar                                   | Non qualificata  | - | - | - | -   |

### Coppa della Federazione calcistica dell'Asia meridionale
- 1993 - Non partecipante
- 1995 - Non partecipante
- 1997 - Non partecipante
- 1999 - Non partecipante
- 2003 - Primo turno
- 2005 - Primo turno
- 2007 - Primo turno
- 2009 - Primo turno
- 2011 - Secondo posto
- 2013 - Campione
- 2015 - Secondo posto
- 2018 - Non partecipante

### Giochi Olimpici
- 1908 - Non partecipante
- 1912 - Non partecipante
- 1920 - Non partecipante
- 1924 - Non partecipante
- 1928 - Non partecipante
- 1936 - Non partecipante
- 1948 - Turno di qualificazione

## Rosa attuale
Lista dei 23 giocatori convocati da Vincenzo Alberto Annese per la sfida valida per le qualificazioni alla Coppa d'Asia 2027 contro la Siria.
| 1  | P | Ovays Azizi            | 29 gennaio 1992   | 47 | 0 | Abu Muslim        |  |  |
| 22 | P | Keyvan Mottaghian      | 16 novembre 2002  | 1  | 0 | APOP Polis        |  |  |
| 23 | P | Eisa Azizi             | 26 dicembre 2002  | 0  | 0 | Glenorchy Knights |  |  |
|    |   |                        |                   |    |   |                   |  |  |
| 2  | D | Thomas Safari          | 1º maggio 1997    | 1  | 0 | Laval             |  |  |
| 3  | D | Amanullah Sardari      | 22 agosto 2000    | 9  | 0 | Abu Muslim        |  |  |
| 4  | D | Mahboob Hanifi         | 22 marzo 1997     | 17 | 0 | Abu Muslim        |  |  |
| 6  | D | Habibulla Askar        | 9 agosto 1999     | 9  | 0 | Bashkimi          |  |  |
| 8  | D | Amid Arezou            | 17 febbraio 1996  | 2  | 0 | Arendal           |  |  |
| 21 | D | Sharif Mukhammad       | 21 marzo 1990     | 31 | 2 | Abu Muslim        |  |  |
|    |   |                        |                   |    |   |                   |  |  |
| 12 | C | Adam Ali Rustami       | 29 aprile 2004    | 1  | 0 | Vaughan Azzurri   |  |  |
| 13 | C | Paiman Sultani         | 12 ottobre 2003   | 1  | 0 | Scrosoppi         |  |  |
| 14 | C | Zelfy Nazary           | 7 novembre 1995   | 21 | 1 | Bulleen Lions     |  |  |
| 15 | C | Naeem Rahimi           | 4 aprile 1994     | 8  | 0 | Bulleen Lions     |  |  |
| 16 | C | Jamshed Asekzai        | 9 ottobre 1997    | 9  | 1 | Trelleborg        |  |  |
| 17 | C | Yama Sherzad           | 1º gennaio 2001   | 5  | 0 | Prishtina         |  |  |
| 19 | C | Omid Popalzay          | 25 gennaio 1996   | 42 | 7 | Svincolato        |  |  |
|    |   |                        |                   |    |   |                   |  |  |
| 5  | A | Habibullah Hotak       | 31 maggio 2007    | 0  | 0 | Abu Muslim        |  |  |
| 7  | A | Mosawer Ahadi          | 8 marzo 2000      | 14 | 0 | Bashkimi          |  |  |
| 9  | A | Omid Musawi            | 1º gennaio 2001   | 16 | 0 | Selangor          |  |  |
| 10 | A | Taufee Skandari        | 2 aprile 1999     | 13 | 0 | Abu Muslim        |  |  |
| 11 | A | Maziar Kouhyar         | 30 settembre 1997 | 11 | 0 | Notts County      |  |  |
| 18 | A | Mohammad Waris Shirzai | 5 maggio 2008     | 0  | 0 | Daudzai           |  |  |
| 20 | A | Fareed Sadat           | 10 novembre 1998  | 12 | 0 | Bhayangkara       |  |  |

## Commissari tecnici
- Commissione Tecnica Federale (1941-2002)
- Akbarzada (2002-2003)
- Obermann (2003)
- Akbarzada (2003)
- Lali (2003-2005)
- Stärk (2005-2008)
- Kargar (2008-2009)
- Farid (2009-2010)
- Kargar (2010-2014)
- Rutemöller (2014-2015)
- Skeledzic (2014-2015)
- Segrt (2015-2017)
- Pfister (2017-2018)
- Anoush Dastgir (2018-2023)
- Abdullah Al Mutairi (2023)
- Ali Ahmad Yarzada (2023)
- Ashley Westwood (2023-2024)
- Usmon Toshev (2024-2025)
- Vincenzo Alberto Annese (2025-in carica)

## Tutte le rose

### Giochi olimpici
Calcio ai Giochi Olimpici Estivi 1948P Abdul Ghafoor Assar, D Gharzai, D A. G. Yusufzai, C A. S. Azimi, C Barakzai, C A. A. Kharot, A Afzal, A Abdul Ghani Assar, A M. M. Azimi, A Etemadi, A M. A. Kharot, A Mohammadzai, A Sadat, A Tajik, A Tokhi, A M. S. Yusufzai, CT: sconosciuto
- Nota bene: per le informazioni sulle rose successive al 1948 visionare la pagina della Nazionale olimpica.